# Billy Barty
Billy Barty (25 de octubre de 1924 - 23 de diciembre de 2000) fue un actor y activista estadounidense.  En su vida adulta, medía 1,14 m (3 pies 9 pulgadas) de alto, debido a un enanismo por hipoplasia de cartílago y cabello. Debido a su baja estatura, a menudo aparecía en películas frente a intérpretes más altos para lograr un efecto cómico. Se especializó en personajes francos o ingeniosos. Durante la década de 1950, se convirtió en actor de televisión, apareciendo regularmente en el conjunto de Spike Jones. A principios de la década de 1970, apareció a menudo en una variedad de papeles en programas de televisión infantiles producidos por Sid y Marty Krofft. Como activista de las personas con enanismo, fundó la organización Little People of America en 1957.

## Biografía
Su verdadero nombre era William John Bertanzetti, y nació el 25 de octubre de 1924 en Millsboro, Pensilvania, hijo de Albert Steven y Ellen Cecial Bertanzetti. Su abuelo paterno era italiano. La familia se mudó a California en 1927.  Tenía dos hermanas, Delores y Evelyn.
Formó parte del grupo que trabajaba en la serie de cortos mudos de Mickey McGuire, producciones infantiles de los años veinte similares en tono a las comedias de "La Pandilla", y en las que actuaba un muy joven Mickey Rooney en el papel principal. En el film Gold Diggers of 1933, un Barty de nueve años de edad interpretaba a un niño que se escapaba de su cochecito. También apareció como El Niño en la película Footlight Parade de 1933. Se lo ve brevemente en la película de 1935 Bride of Frankenstein en un papel no acreditado como un bebé en uno de los experimentos del Dr. Pretorius, aunque sus primeros planos fueron cortados de la edición final de la película. 
Debido a su estatura, gran parte de su trabajo consistió en pequeños papeles y gags, apareció en Fireman Save My Child (con Spike Jones) y también apareció en dos películas de Elvis Presley, Roustabout (en una escena) y Harum Scarum, como coprotagonista sin diálogo. Tuvo interpretaciones de importancia en W.C. Fields and Me (1976), Foul Play (Juego peligroso) y El Señor de los Anillos (ambas de 1978), Under the Rainbow (1981), Night Patrol (1984), Legend (1985), Masters of the Universe (1987), Willow (1988), UHF (1989), Life Stinks (¡Qué asco de vida!) y Radioland Murders (1994). 
Barty era conocido por su ilimitada energía y entusiasmo hacia cualquiera de las producciones en las que trabajaba. También hizo una gran interpretación del pianista Liberace. Además, actuó con el show humorístico y musical de Spike Jones en el teatro y en la televisión, y participó en la serie televisiva de la década de 1970 Dr. Shrinker.
Barty apareció varias veces en The Dennis Day Show, incluyendo una vez como un duende. Barty protagonizó el episodio de Rawhide "Prairie Elephant" en 1961. También trabajó en un programa infantil emitido a nivel local en el Sur de California, "Billy Barty's Bigtop", a mediados de la década de 1960, en el cual aparecían con regularidad cortos de Los tres chiflados. En un programa, el Stooge Moe Howard visitó el plató como invitado sorpresa. Esta producción dio la primera oportunidad a muchos niños del área de Los Ángeles de familiarizarse con personas con enanismo, que hasta entonces rara vez aparecían en la pantalla a no ser como mera curiosidad.
Barty interpretó a "Sigmund" en el popular programa televisivo infantil "Sigmund and the Sea Monsters", producido por Sid y Marty Krofft en 1974-1976. En 1983, Barty dio voz al dragón Figment en la atracción Journey Into Imagination, en el parque temático Epcot. 
Fue miembro regular del elenco del programa de variedades del comediante Redd Foxx, The Redd Foxx Show. Barty apareció en un episodio de Barney Miller en 1977 y en un episodio de The Love Boat en 1978. Otro programa en el que apareció como estrella invitada fue CHiPs. En junio de 1978, Barty apareció como estrella invitada en el episodio final de Man from Atlantis titulado "Deadly Carnival". También apareció como estrella invitada en dos episodios de Little House on the Prairie interpretando a un miembro del circo en el episodio "Annabelle". También en un episodio posterior ("Little Lou") como un padre soltero que intenta criar a una hija. Barty fue visto regularmente en Bizarre, una serie de comedia de sketches televisivos semanal canadiense, que se emitió entre 1980 y 1985. En 1981, apareció en un documental llamado Being Different y, a fines de 1985, apareció como el padre de Rose Nylund en una secuencia de sueños en un episodio de The Golden Girls titulado "A Little Romance". 
En 1982, Barty apareció en un episodio de Hart to Hart llamado "A Christmas Hart" (Temporada 4, Episodio 10).
En 1983, Barty prestó su voz para " Figment " en la atracción oscura Journey Into Imagination de Epcot .  Repitió brevemente el papel en la segunda versión de la atracción.
Barty fue una estrella invitada anual en el teletón Telemiracle de Canadá, uno de los teletones más exitosos (per cápita) del mundo.
Barty apareció en un episodio de 1976 de Celebrity Bowling junto a Dick Martin, derrotando a John Schuck y Michael Ansara, 120-118. También apareció como él mismo en el documental de 1981 Being Different. 
Además de su trabajo artístico, Barty se destacó por su promoción de los derechos de los afectados por enanismo. Por ello quedó defraudado por la insistencia de su contemporáneo Hervé Villechaize en que ellos eran "midgets (sinónimo de enanos)" en vez de actores con enanismo. Barty fundó la sociedad Little People of America para potenciar su activismo.

## Vida personal
En 1962 se casó con Shirley Bolingbrokee, una diseñadora gráfica también con enanismo, de Malad City, Idaho. Tuvieron dos hijos: Lori Neilson y el productor y director de cine y televisión Braden Barty. La familia pertenecía a la Iglesia de Jesucristo de los Santos de los Últimos Días.

### Muerte
El actor falleció en 2000 en Glendale (California), a los 76 años de edad, a causa de un fallo cardiaco. Está enterrado en el Forest Lawn Memorial Park de Glendale .